# Badminton under sommer-OL 2016 - herresingle
Herrernes singleturnering i badminton under sommer-OL 2016 fandt sted 11. - 20. august.

## Format
Turneringen begyndte med indledende kampe: Udøverne blev splittet op i grupper og spillede mod de andre udøvere i sine egne grupper. De otte bedst seedede spillere fik kun én kamp i gruppespillet, da deres grupper kun bestod af 2 spillere (den seedede og en useedet).

## Seedet
I alt var 13 spillere blevet seedet til turneringen.
| 1. Lee Chong Wei (Sølv) 2. Chen Long (Guld) 3. Lin Dan (Fjerdeplads) 4. Viktor Axelsen (Bronze) 5. Jan Ø. Jørgensen (Ottendedelsfinalen) 6. Chou Tien-chen (Kvartfinalen) 7. Tommy Sugiarto (Ottendedelsfinalen) | 1. Son Wan-ho (Kvartfinalen) 2. Srikanth Kidambi (Kvartfinalen) 3. Hu Yun (Ottendedelsfinalen) 4. Ng Ka Long (Ottendedelsfinalen) 5. Marc Zwiebler (Gruppespillet) 6. Rajiv Ouseph (Kvartfinalen) |

## Resultater[2]

### Gruppespil

#### Gruppe A
| Spiller             | K | V | T | VS | TS | P |
| ------------------- | - | - | - | -- | -- | - |
| Lee Chong Wei       | 2 | 2 | 0 | 4  | 0  | 2 |
| Derek Wong Zi Liang | 2 | 1 | 1 | 2  | 2  | 1 |
| Soren Opti          | 2 | 0 | 2 | 0  | 4  | 0 |

| Spiller 1           | Resultat    | Spiller 2           |
| ------------------- | ----------- | ------------------- |
| Lee Chong Wei       | 21–2, 21–3  | Soren Opti          |
| Derek Wong Zi Liang | 21–5, 21–6  | Soren Opti          |
| Lee Chong Wei       | 21–18, 21–8 | Derek Wong Zi Liang |

#### Gruppe C
| Spiller         | K | V | T | VS | TS | P |
| --------------- | - | - | - | -- | -- | - |
| Chou Tien-chen  | 2 | 2 | 0 | 4  | 0  | 2 |
| Misha Zilberman | 2 | 1 | 1 | 2  | 2  | 1 |
| Yuhan Tan       | 2 | 0 | 2 | 0  | 4  | 0 |

| Spiller 1      | Resultat     | Spiller 2       |
| -------------- | ------------ | --------------- |
| Chou Tien-chen | 21–9, 21–11  | Misha Zilberman |
| Yuhan Tan      | 20–22, 12–21 | Misha Zilberman |
| Chou Tien-chen | 21–14, 21–8  | Yuhan Tan       |

#### Gruppe D
| Spiller        | K | V | T | VS | TS | P |
| -------------- | - | - | - | -- | -- | - |
| Hu Yun         | 2 | 2 | 0 | 4  | 0  | 2 |
| Pablo Abián    | 2 | 1 | 1 | 2  | 2  | 1 |
| Jaspar Yu Woon | 2 | 0 | 2 | 0  | 4  | 0 |

| Spiller 1   | Resultat     | Spiller 2      |
| ----------- | ------------ | -------------- |
| Hu Yun      | 21–16, 21–15 | Jaspar Yu Woon |
| Pablo Abián | 21–12, 21–10 | Jaspar Yu Woon |
| Hu Yun      | 21–18, 21–19 | Pablo Abián    |

#### Gruppe E
| Spiller            | K | V | T | VS | TS | P |
| ------------------ | - | - | - | -- | -- | - |
| Lin Dan            | 3 | 3 | 0 | 6  | 0  | 3 |
| Nguyễn Tiến Minh   | 3 | 2 | 1 | 4  | 3  | 2 |
| Vladimir Malkov    | 3 | 1 | 2 | 3  | 4  | 1 |
| David Obernosterer | 3 | 0 | 3 | 0  | 6  | 0 |

| Spiller 1        | Resultat           | Spiller 2          |
| ---------------- | ------------------ | ------------------ |
| Lin Dan          | 21–5, 21–11        | David Obernosterer |
| Nguyễn Tiến Minh | 15–21, 21–9, 21–13 | Vladimir Malkov    |
| Lin Dan          | 21–18, 21–7        | Vladimir Malkov    |
| Nguyễn Tiến Minh | 21–18, 21–14       | David Obernosterer |
| Lin Dan          | 21–7, 21–12        | Nguyễn Tiến Minh   |
| Vladimir Malkov  | 21–11, 21–10       | David Obernosterer |

#### Gruppe G
| Spiller          | K | V | T | VS | TS | P |
| ---------------- | - | - | - | -- | -- | - |
| Jan Ø. Jørgensen | 2 | 2 | 0 | 4  | 0  | 2 |
| Brice Leverdez   | 2 | 1 | 1 | 2  | 3  | 1 |
| Raul Must        | 2 | 0 | 2 | 1  | 4  | 0 |

| Spiller 1        | Resultat            | Spiller 2      |
| ---------------- | ------------------- | -------------- |
| Jan Ø. Jørgensen | 21–8, 21–15         | Raul Must      |
| Brice Leverdez   | 21–18, 18–21, 21–12 | Raul Must      |
| Jan Ø. Jørgensen | 21–11, 21–18        | Brice Leverdez |

#### Gruppe H
| Spiller          | K | V | T | VS | TS | P |
| ---------------- | - | - | - | -- | -- | - |
| Srikanth Kidambi | 2 | 2 | 0 | 4  | 0  | 2 |
| Henri Hurskainen | 2 | 1 | 1 | 2  | 2  | 1 |
| Lino Muñoz       | 2 | 0 | 2 | 0  | 4  | 0 |

| Spiller 1        | Resultat     | Spiller 2        |
| ---------------- | ------------ | ---------------- |
| Srikanth Kidambi | 21–11, 21–17 | Lino Muñoz       |
| Henri Hurskainen | 21–12, 21–11 | Lino Muñoz       |
| Srikanth Kidambi | 21–6, 21–18  | Henri Hurskainen |

#### Gruppe I
| Spiller      | K | V | T | VS | TS | P |
| ------------ | - | - | - | -- | -- | - |
| Rajiv Ouseph | 2 | 2 | 0 | 4  | 0  | 2 |
| Sho Sasaki   | 2 | 1 | 1 | 2  | 3  | 1 |
| Petr Koukal  | 2 | 0 | 2 | 1  | 4  | 0 |

| Spiller 1    | Resultat            | Spiller 2   |
| ------------ | ------------------- | ----------- |
| Rajiv Ouseph | 21–14, 21–18        | Petr Koukal |
| Sho Sasaki   | 21–10, 16–21, 21–12 | Petr Koukal |
| Rajiv Ouseph | 21–15, 21–9         | Sho Sasaki  |

#### Gruppe J
| Spiller         | K | V | T | VS | TS | P |
| --------------- | - | - | - | -- | -- | - |
| Tommy Sugiarto  | 2 | 2 | 0 | 4  | 0  | 2 |
| Osleni Guerrero | 2 | 1 | 1 | 2  | 2  | 1 |
| Howard Shu      | 2 | 0 | 2 | 0  | 4  | 0 |

| Spiller 1       | Resultat     | Spiller 2       |
| --------------- | ------------ | --------------- |
| Tommy Sugiarto  | 21–14, 21–10 | Howard Shu      |
| Osleni Guerrero | 21–16, 21–15 | Howard Shu      |
| Tommy Sugiarto  | 21–12, 21–14 | Osleni Guerrero |

#### Gruppe K
| Spiller                 | K | V | T | VS | TS | P |
| ----------------------- | - | - | - | -- | -- | - |
| Scott Evans             | 2 | 2 | 0 | 4  | 2  | 2 |
| Marc Zwiebler           | 2 | 1 | 1 | 3  | 2  | 1 |
| Ygor Coelho de Oliveira | 2 | 0 | 2 | 1  | 4  | 0 |

| Spiller 1               | Resultat          | Spiller 2               |
| ----------------------- | ----------------- | ----------------------- |
| Marc Zwiebler           | 21–9, 17–21, 7–21 | Scott Evans             |
| Ygor Coelho de Oliveira | 8–21, 21–19, 8–21 | Scott Evans             |
| Marc Zwiebler           | 21–12, 21–12      | Ygor Coelho de Oliveira |

#### Gruppe L
| Spiller         | K | V | T | VS | TS | P |
| --------------- | - | - | - | -- | -- | - |
| Viktor Axelsen  | 2 | 2 | 0 | 4  | 0  | 2 |
| Boonsak Ponsana | 2 | 1 | 1 | 2  | 3  | 1 |
| Lee Dong-keun   | 2 | 0 | 2 | 1  | 4  | 0 |

| Spiller 1      | Resultat            | Spiller 2       |
| -------------- | ------------------- | --------------- |
| Viktor Axelsen | 21–14, 21–13        | Boonsak Ponsana |
| Lee Dong-keun  | 19–21, 21–17, 16–21 | Boonsak Ponsana |
| Viktor Axelsen | 21–11, 21–13        | Lee Dong-keun   |

#### Gruppe M
| Spiller        | K | V | T | VS | TS | P |
| -------------- | - | - | - | -- | -- | - |
| Ng Ka Long     | 2 | 2 | 0 | 4  | 0  | 2 |
| Martin Giuffre | 2 | 1 | 1 | 2  | 3  | 1 |
| Pedro Martins  | 2 | 0 | 2 | 1  | 4  | 0 |

| Spiller 1     | Resultat           | Spiller 2      |
| ------------- | ------------------ | -------------- |
| Ng Ka Long    | 21–11, 21–14       | Martin Giuffre |
| Pedro Martins | 21–14, 22–24, 6–21 | Martin Giuffre |
| Ng Ka Long    | 21–17, 21–18       | Pedro Martins  |

#### Gruppe N
| Spiller         | K | V | T | VS | TS | P |
| --------------- | - | - | - | -- | -- | - |
| Son Wan-ho      | 2 | 2 | 0 | 4  | 0  | 2 |
| Jacob Maliekal  | 2 | 1 | 1 | 2  | 2  | 1 |
| Artem Pochtarev | 2 | 0 | 2 | 0  | 4  | 0 |

| Spiller 1       | Resultat     | Spiller 2       |
| --------------- | ------------ | --------------- |
| Son Wan-ho      | 21–10, 21–10 | Jacob Maliekal  |
| Artem Pochtarev | 18–21, 19–21 | Jacob Maliekal  |
| Son Wan-ho      | 21–9, 21–15  | Artem Pochtarev |

#### Gruppe P
| Spiller            | K   | V   | T   | VS  | TS  | P   |
| ------------------ | --- | --- | --- | --- | --- | --- |
| Chen Long          | 2   | 2   | 0   | 4   | 0   | 2   |
| Niluka Karunaratne | 2   | 1   | 1   | 2   | 2   | 1   |
| Adrian Dziółko     | 2   | 0   | 2   | 0   | 4   | 0   |
| Kevin Cordón       | N/A | N/A | N/A | N/A | N/A | N/A |

| Spiller 1      | Resultat            | Spiller 2          |
| -------------- | ------------------- | ------------------ |
| Chen Long      | 21–7, 21–10         | Niluka Karunaratne |
| Kevin Cordón   | 21–18, 10–21, 13–21 | Adrian Dziółko     |
| Kevin Cordón   | w/o                 | Niluka Karunaratne |
| Chen Long      | 21–12, 21–9         | Adrian Dziółko     |
| Chen Long      | w/o                 | Kevin Cordón       |
| Adrian Dziółko | 19–21, 22–24        | Niluka Karunaratne |

### Finaler
|  | Ottendedelsfinaler | Ottendedelsfinaler | Ottendedelsfinaler | Ottendedelsfinaler |                |                | Kvartfinaler        | Kvartfinaler        | Kvartfinaler        | Kvartfinaler        |    |    | Semifinaler | Semifinaler | Semifinaler | Semifinaler |  |  | Finalen | Finalen | Finalen | Finalen |
|  |                    |                    |                    |                    |                |                |                     |                     |                     |                     |    |    |             |             |             |             |  |  |         |         |         |         |
|  |                    |                    |                    |                    |                |                |                     |                     |                     |                     |    |    |             |             |             |             |  |  |         |         |         |         |
|  |                    |                    |                    |                    |                |                |                     |                     |                     |                     |    |    |             |             |             |             |  |  |         |         |         |         |
|  |                    |                    |                    |                    |                |                |                     |                     |                     |                     |    |    |             |             |             |             |  |  |         |         |         |         |
|  |                    |                    |                    |                    |                |                |                     |                     |                     |                     |    |    |             |             |             |             |  |  |         |         |         |         |
|  |                    |                    |                    |                    |                |                |                     |                     |                     |                     |    |    |             |             |             |             |  |  |         |         |         |         |
|  | Lee Chong Wei      | Lee Chong Wei      | 21                 | 21                 |                |                |                     |                     |                     |                     |    |    |             |             |             |             |  |  |         |         |         |         |
|  | Lee Chong Wei      | Lee Chong Wei      | 21                 | 21                 |                |                |                     |                     |                     |                     |    |    |             |             |             |             |  |  |         |         |         |         |
|  |                    |                    | Chou Tien-chen     | Chou Tien-chen     | 9              | 15             |                     |                     |                     |                     |    |    |             |             |             |             |  |  |         |         |         |         |
|  | Chou Tien-chen     | Chou Tien-chen     | Chou Tien-chen     | Chou Tien-chen     | 9              | 15             | 21                  | 21                  |                     |                     |    |    |             |             |             |             |  |  |         |         |         |         |
|  | Chou Tien-chen     | Chou Tien-chen     |                    |                    |                |                | 21                  | 21                  |                     |                     |    |    |             |             |             |             |  |  |         |         |         |         |
|  | Hu Yun             | Hu Yun             | 10                 | 13                 |                |                |                     |                     |                     |                     |    |    |             |             |             |             |  |  |         |         |         |         |
|  | Hu Yun             | Hu Yun             | 10                 | 13                 | Lee Chong Wei  | 15             | 21                  | 22                  |                     |                     |    |    |             |             |             |             |  |  |         |         |         |         |
|  |                    |                    |                    |                    | Lee Chong Wei  | 15             | 21                  | 22                  |                     |                     |    |    |             |             |             |             |  |  |         |         |         |         |
|  |                    | Lin Dan            | 21                 | 11                 | 20             |                |                     |                     |                     |                     |    |    |             |             |             |             |  |  |         |         |         |         |
|  |                    | Lin Dan            | 21                 | 11                 | 20             |                |                     |                     |                     |                     |    |    |             |             |             |             |  |  |         |         |         |         |
|  |                    |                    |                    |                    |                |                |                     |                     |                     |                     |    |    |             |             |             |             |  |  |         |         |         |         |
|  |                    |                    |                    |                    |                |                |                     |                     |                     |                     |    |    |             |             |             |             |  |  |         |         |         |         |
|  | Lin Dan            | 21                 | 11                 | 21                 |                |                |                     |                     |                     |                     |    |    |             |             |             |             |  |  |         |         |         |         |
|  | Lin Dan            | 21                 | 11                 | 21                 |                |                |                     |                     |                     |                     |    |    |             |             |             |             |  |  |         |         |         |         |
|  |                    |                    | Srikanth Kidambi   | 6                  | 21             | 18             |                     |                     |                     |                     |    |    |             |             |             |             |  |  |         |         |         |         |
|  | Jan Ø. Jørgensen   | Jan Ø. Jørgensen   | Srikanth Kidambi   | 6                  | 21             | 18             | 19                  | 19                  |                     |                     |    |    |             |             |             |             |  |  |         |         |         |         |
|  | Jan Ø. Jørgensen   | Jan Ø. Jørgensen   |                    |                    |                |                | 19                  | 19                  |                     |                     |    |    |             |             |             |             |  |  |         |         |         |         |
|  | Srikanth Kidambi   | Srikanth Kidambi   | 21                 | 21                 |                |                |                     |                     |                     |                     |    |    |             |             |             |             |  |  |         |         |         |         |
|  | Srikanth Kidambi   | Srikanth Kidambi   | 21                 | 21                 | Lee Chong Wei  | Lee Chong Wei  | 18                  | 18                  |                     |                     |    |    |             |             |             |             |  |  |         |         |         |         |
|  |                    |                    |                    |                    | Lee Chong Wei  | Lee Chong Wei  | 18                  | 18                  |                     |                     |    |    |             |             |             |             |  |  |         |         |         |         |
|  |                    | Chen Long          | Chen Long          | 21                 | 21             |                |                     |                     |                     |                     |    |    |             |             |             |             |  |  |         |         |         |         |
|  | Rajiv Ouseph       | Chen Long          | Chen Long          | 21                 | 21             | 21             | 14                  | 21                  |                     |                     |    |    |             |             |             |             |  |  |         |         |         |         |
|  | Rajiv Ouseph       |                    |                    |                    |                | 21             | 14                  | 21                  |                     |                     |    |    |             |             |             |             |  |  |         |         |         |         |
|  | Tommy Sugiarto     | 13                 | 21                 | 16                 |                |                |                     |                     |                     |                     |    |    |             |             |             |             |  |  |         |         |         |         |
|  | Tommy Sugiarto     | 13                 | 21                 | 16                 | Rajiv Ouseph   | Rajiv Ouseph   | 12                  | 16                  |                     |                     |    |    |             |             |             |             |  |  |         |         |         |         |
|  |                    |                    |                    |                    | Rajiv Ouseph   | Rajiv Ouseph   | 12                  | 16                  |                     |                     |    |    |             |             |             |             |  |  |         |         |         |         |
|  |                    | Viktor Axelsen     | Viktor Axelsen     | 21                 | 21             |                |                     |                     |                     |                     |    |    |             |             |             |             |  |  |         |         |         |         |
|  | Scott Evans        | Scott Evans        | Viktor Axelsen     | 21                 | 21             | 16             | 12                  |                     |                     |                     |    |    |             |             |             |             |  |  |         |         |         |         |
|  | Scott Evans        | Scott Evans        |                    |                    |                |                | 12                  |                     |                     |                     |    |    |             |             |             |             |  |  |         |         |         |         |
|  | Viktor Axelsen     | Viktor Axelsen     | 21                 | 21                 |                |                |                     |                     |                     |                     |    |    |             |             |             |             |  |  |         |         |         |         |
|  | Viktor Axelsen     | Viktor Axelsen     | 21                 | 21                 | Viktor Axelsen | Viktor Axelsen | 14                  | 15                  |                     |                     |    |    |             |             |             |             |  |  |         |         |         |         |
|  |                    |                    |                    |                    | Viktor Axelsen | Viktor Axelsen | 14                  | 15                  |                     |                     |    |    |             |             |             |             |  |  |         |         |         |         |
|  |                    | Chen Long          | Chen Long          | 21                 | 21             |                | Bronzemedalje match | Bronzemedalje match | Bronzemedalje match | Bronzemedalje match |    |    |             |             |             |             |  |  |         |         |         |         |
|  | Ng Ka Long         | Ng Ka Long         | Chen Long          | 21                 | 21             | 21             | Bronzemedalje match | Bronzemedalje match | Bronzemedalje match | Bronzemedalje match | 17 |    |             |             |             |             |  |  |         |         |         |         |
|  | Ng Ka Long         | Ng Ka Long         |                    |                    |                |                |                     |                     |                     |                     | 17 |    |             |             |             |             |  |  |         |         |         |         |
|  | Son Wan-ho         | Son Wan-ho         | 23                 | 21                 |                |                |                     |                     |                     |                     |    |    |             |             |             |             |  |  |         |         |         |         |
|  | Son Wan-ho         | Son Wan-ho         | 23                 | 21                 | Son Wan-ho     | 11             | 21                  | 11                  | Lin Dan             | 21                  | 10 | 17 |             |             |             |             |  |  |         |         |         |         |
|  |                    |                    |                    |                    | Son Wan-ho     | 11             | 21                  | 11                  | Lin Dan             | 21                  | 10 | 17 |             |             |             |             |  |  |         |         |         |         |
|  |                    |                    | Chen Long          | 21                 | 18             | 21             |                     | Viktor Axelsen      | 15                  | 21                  | 21 |    |             |             |             |             |  |  |         |         |         |         |
|  |                    |                    | Chen Long          | 21                 | 18             | 21             |                     | Viktor Axelsen      | 15                  | 21                  | 21 |    |             |             |             |             |  |  |         |         |         |         |
|  |                    |                    |                    |                    |                |                |                     |                     |                     |                     |    |    |             |             |             |             |  |  |         |         |         |         |
|  |                    |                    |                    |                    |                |                |                     |                     |                     |                     |    |    |             |             |             |             |  |  |         |         |         |         |
|  |                    |                    |                    |                    |                |                |                     |                     |                     |                     |    |    |             |             |             |             |  |  |         |         |         |         |